# Христиан Розенкрейц
Христиа́н Розенкре́йц (нем. Christian Rosenkreutz; 1378—1484) — легендарный основатель Ордена розенкрейцеров. Его имя впервые встречается в нескольких манифестах, опубликованных в начале XVII века.

## Манифесты Ордена
Первый анонимный манифест Розенкрейцеров был опубликован примерно в 1614 году в Касселе и носил название «Fama Fraternitatis» («Слава Братства»). Через некоторое время был опубликован и второй манифест — «Confessio Fraternitatis» («Вероисповедание Братства»). Но в них лишь описывалась легенда об основателе Ордена, настоящее его имя не называлось. В 1616 году вышел третий манифест братства — «Chymische Hochzeit Christiani Rosenkreuz» («Химическая свадьба Христиана Розенкрейца»). В этой работе имя человека, прежде называемого Братом C.R.C. расшифровывалось как Христиан Розенкрейц. Позже немецкий теолог, писатель и математик Иоганн Валентин Андреэ заявлял, что именно он был автором Химической Свадьбы.

### Легенда
Согласно манифестам Ордена розенкрейцеров, Христиан Розенкрейц родился в Германии в 1378 году. Мальчиком он был отдан на воспитание в монастырь. В юношеские годы Христиан Розенкрейц решает совершить паломничество на Святую Землю, но в связи с тем, что он узнаёт о существовании неких мудрецов, обладающих особыми знаниями и живущих в Дамкаре, Розенкрейц меняет свои планы и едет в этот город.
На Ближнем Востоке Христиан Розенкрейц находился примерно семь лет (1393—1400). Он изучал языки, магию, каббалу. Ему также были открыты знания, ведомые лишь восточным мудрецам. В 1400 году Розенкрейц возвращается в Европу и сразу же задаётся целью внедрения в жизнь людей знаний, полученных от мудрецов Востока, но не встречает понимания в среде тогдашней учёной элиты. Тогда он задумывает создать с этой целью тайное общество. Через несколько лет он совместно с несколькими братьями-монахами создаёт Орден розенкрейцеров. Братья составили список из шести заповедей, обязательных для исполнения каждым членом Ордена, после этого некоторые из них отправились в странствия, для оказания простым людям помощи и претворения в жизнь идей Братства.
В 1484 году Христиан Розенкрейц скончался, прожив сто шесть лет. Он был похоронен в гробнице, которая была вскрыта лишь через сто двадцать лет членами Ордена. В гробнице помимо абсолютно нетронутого тленом тела Розенкрейца они обнаружили некие магические предметы и писания.